# Выйсте
Вы́йсте (эст. Võiste) — посёлок в волости Хяэдемеэсте уезда Пярнумаа, Эстония.
До административной реформы местных самоуправлений Эстонии 2017 года входил в состав волости Тахкуранна.

## География и описание
Расположен на берегу Пярнуского залива. Расстояние до центра города Пярну — 24 километра, до волостного центра — деревни Уулу — 10 километров.  Высота над уровнем моря — 7 метров.
Рядом с посёлком, в прибрежных водах, расположен остров Ламбасаар (Выйсте). С востока, юга и запада Выйсте граничит с природоохранной зоной Луйтемаа. Недалеко от посёлка находится заповедник Уулу-Выйсте.
В посёлке есть порт.
Климат — умеренный. Официальный язык — эстонский. Почтовый индекс — 86501.

## Население
По данным переписи населения 2021 года, в Выйсте насчитывалось 396 жителей, из них 390 (98,5 %) — эстонцы.
По состоянию на 1 января 2020 года в посёлке проживали 450 человек, из них 220 мужчин и 230 женщин; детей в возрасте до 14 лет включительно — 58, лиц пенсионного возраста (65 лет и старше) — 104.
По данным переписи населения 2011 года, в посёлке проживали 462 человека, из них 455 (98,5 %) — эстонцы.
| Год  | 1959* | 1970* | 1979  | 1989  | 2000  | 2011  | 2017  | 2018  | 2019  | 2020  | 2021  |
| ---- | ----- | ----- | ----- | ----- | ----- | ----- | ----- | ----- | ----- | ----- | ----- |
| Чел. | 382   | ↗ 438 | ↗ 570 | ↘ 531 | → 531 | ↘ 462 | ↗ 470 | ↘ 460 | ↘ 451 | ↘ 450 | ↘ 396 |

* Деревни Выйсте I, Выйсте II, Выйсте III и Выйсте IV вместе.

## История
Населённый пункт впервые упоминается в 1601 году (Weiss).
В письменных источниках 1638 года упоминается Woyss, 1797 года — Woiste. На военно-топографических картах Российской империи (1846–1912 годы), в состав которой входила Лифляндская губерния, населённый пункт обозначен как С. Войсте.
Права посёлка населённый пункт получил в 1977 году, когда были объединены пронумерованные в 1920-х годах деревни Выйсте I, II, III и IV; в том же году к посёлку была присоединена часть деревни Пикла.
Взморье посёлка Выйсте и соседней с ним деревни Тахкуранна — известный в Эстонии регион выращивания огурцов. Этому способствуют как климатические и почвенные условия, так и многолетний опыт местных жителей.

## Инфраструктура

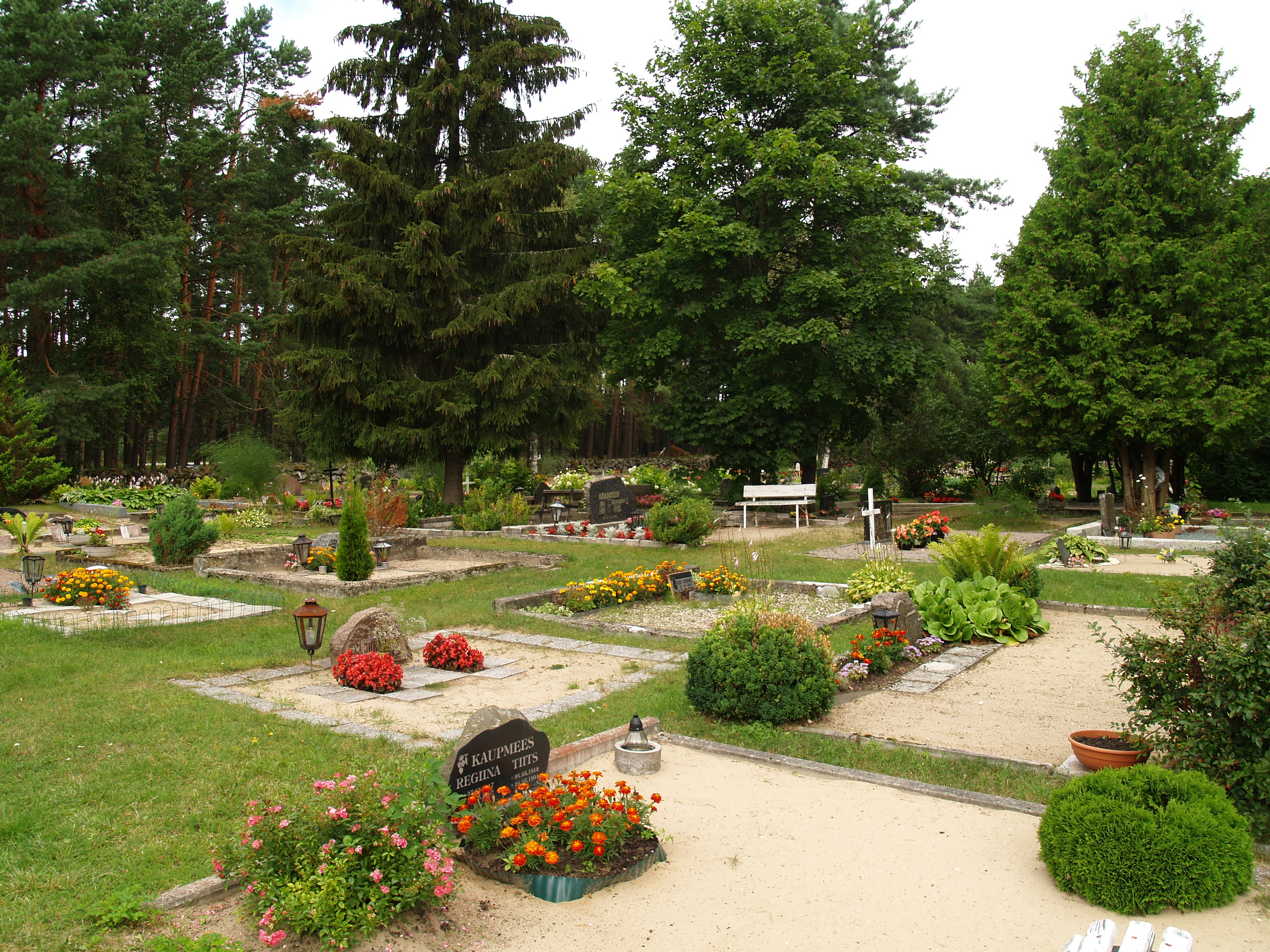
Кладбище Выйсте

В посёлке работают основная школа-детский сад (в 2002/2003 учебном году — 51 ученик, в 2009/2010. учебном году — 36 учеников), народный дом, библиотека, магазин. В фельдшерском пункте по вторникам и четвергам  принимает семейный врач, по пятницам — семейная медсестра. Действует приход Эстонской евангелическо-Лютеранской церкви; богослужения проходят в ризнице церкви Тахкуранна (построена в 1890–1891 годах, сожжена в 1941 году).
В посёлке есть система центрального водоснабжения и канализации.
Зона у берега моря не особенно привлекательна для отдыха: пляж низкий, местами болотистый, морское дно илистое или глинистое. Интересной её делает система дюн, которая предлагает хорошие возможности для катания на лыжах зимой, и для ягодных и грибных походов летом и осенью. На дюнах растет вересковая сосна, шоссе почти сплошной полосой окаймлены рябинами.